# 石坂森通
石坂森通（いしざか もりみち、生没年不詳）は、戦国時代から江戸時代初期にかけての武将。甲斐武田家に仕えていたが同家滅亡後は徳川家に従い、八王子千人同心9人の千人頭の一家となる。

## 略歴
最初は武田家に仕えたが、天正10年（1582年）に同家が滅亡した後は早く徳川家康に仕え、甲州九口之道筋奉行に命じられる。天正12年（1584年）には小牧・長久手の戦いに従軍し、天正18年（1590年）に家康が関東に移封されると、北条氏照の残党に備えて八王子に移った。慶長5年（1600年）に八王子千人同心を率いて関ヶ原の戦いに従軍する。
子孫は八王子千人頭の10家の内の一家として幕末まで旗本として江戸幕府に仕えた。戊辰戦争時に日光を戦火より守った石坂義礼は子孫。